# Buada Lacus
Il Buada Lacus è una struttura geologica della superficie di Titano.